# Мала Андрієвка (Канаський район)
Мала Андрі́євка (рос. Малая Андреевка, чув. Хыçалкас Энтрияль) — присілок у складі Канаського району Чувашії, Росія. Входить до складу Шибилгинського сільського поселення.
Населення — 154 особи (2010; 160 у 2002).
Національний склад:
- чуваші — 97 %